# ニコラス郡 (ウェストバージニア州)

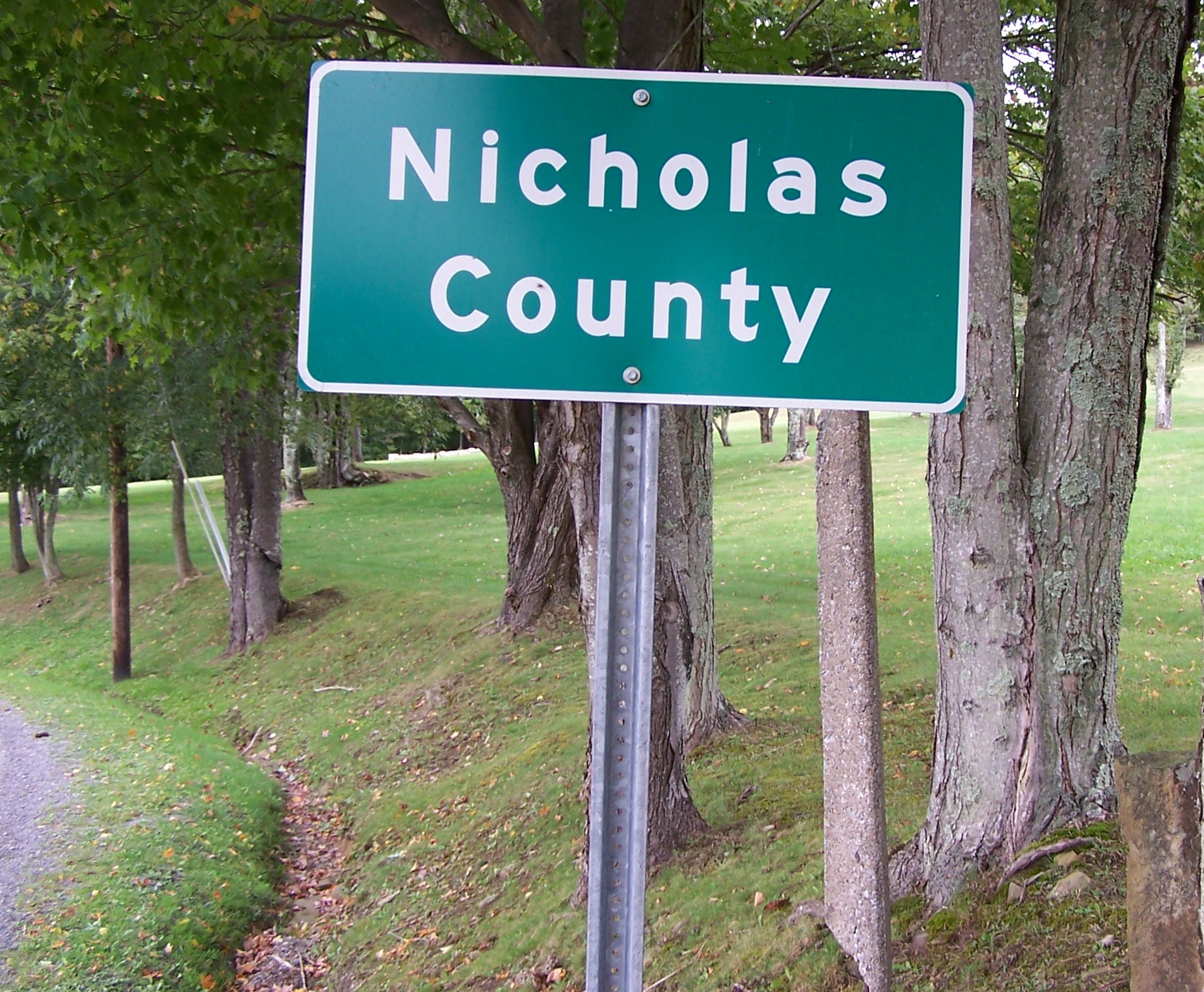
ニコラス郡とグリーンブライア郡の郡境に立つ標識

ニコラス郡（英: Nicholas County）は、アメリカ合衆国ウェストバージニア州の中央部に位置する郡である。2010年国勢調査での人口は23,233人であり、2000年の26,562人から12.5%減少した。郡庁所在地はサマーズビル町（人口3,572人）であり、同郡で人口最大の町でもある。ニコラス郡は1818年にバージニア州議会によって設立され、郡名はバージニア州知事を務めたウィルソン・キャリー・ニコラスに因んで名付けられた。

## 地理
アメリカ合衆国国勢調査局に拠れば、郡域全面積は654平方マイル (1,695 km2)であり、このうち陸地649平方マイル (1,680 km2)、水域は6平方マイル (15 km2)で水域率は0.88%である。

### 主要高規格道路
- アメリカ国道19号線
- ウェストバージニア州道20号線
- ウェストバージニア州道39号線
- ウェストバージニア州道41号線
- ウェストバージニア州道55号線

### 戦場跡
- カーニフェックスフェリー戦場跡
- ケスラーズクロスレーンズ戦場跡

### 隣接する郡
- ブラクストン郡 - 北
- ウェブスター郡 - 北東
- グリーンブライア郡 - 南東
- ファイエット郡 - 南西
- クレイ郡 - 北西
- カナー郡 - 西

### 国立保護地域
- ゴーリー川国立レクリエーション地域（部分）
- モノンガヘラ国立の森（部分）

## 人口動態
以下は2000年国勢調査による人口統計データである。
| 基礎データ - 人口: 26,562人 - 世帯数: 10,722 世帯 - 家族数: 7,762 家族 - 人口密度: 16人/km2（41人/mi2） - 住居数: 12,406軒 - 住居密度: 7軒/km2（19軒/mi2） 人種別人口構成 - 白人: 98.84% - アフリカン・アメリカン: 0.05% - ネイティブ・アメリカン: 0.24% - アジア人: 0.19% - 太平洋諸島系: 0.02% - その他の人種: 0.10% - 混血: 0.55% - ヒスパニック・ラテン系: 0.48% 年齢別人口構成 - 18歳未満: 23.3% - 18-24歳: 8.1% - 25-44歳: 27.6% - 45-64歳: 26.0% - 65歳以上: 15.0% - 年齢の中央値: 39歳 - 性比（女性100人あたり男性の人口） - 総人口: 95.6 - 18歳以上: 92.2 | 世帯と家族（対世帯数） - 18歳未満の子供がいる: 30.7% - 結婚・同居している夫婦: 58.7% - 未婚・離婚・死別女性が世帯主: 10.0% - 非家族世帯: 27.6% - 単身世帯: 24.8% - 65歳以上の老人1人暮らし: 11.8% - 平均構成人数 - 世帯: 2.46人 - 家族: 2.91人 収入と家計 - 収入の中央値 - 世帯: 26,974米ドル - 家族: 32,074米ドル - 性別 - 男性: 30,508米ドル - 女性: 17,964米ドル - 人口1人あたり収入: 15,207米ドル - 貧困線以下 - 対人口: 19.2% - 対家族数: 15.0% - 18歳未満: 25.4% - 65歳以上: 13.8% |

## 都市と町

### 法人化市と町
- サマーズビル町 - 郡庁所在地
- リッチウッド市

### 未編入の町
| - ベルバ - ベントリー - バーチリバー - カルビン - カンブリア | - カンバス - コットル - クレイグスビル - ドレネン - イーノン | - フェンウィック - ギルボア - ホルコーム - フッカーズビル - ケスラーズクロスレーンズ | - リーバシー - ロックウッド - マウントネボ - マドルティ - ネッティ | - ニューホープ - オーデルタウン - パーシンガー - プール - スウィス | - タイオガ - ワース - ジーラ |